# Frederik Horn
Frederik Horn (født 7. januar 1708 i Nykøbing Falster, død 25. maj 1781) var en dansk digter og jurist.

## Barndom og ungdom
Frederik Horn var en søn af toldkontrollør Lars Nielsen Horn (død 1735) og Margrethe Simonsdatter og fødtes i Nykøbing Falster. Fra skolen her, af hvilken han forresten en tid var udvist formedelst et sammenstød med en lærer, blev han student 1728 og var en af de få yngre, der stærkt påvirkedes af Ludvig Holberg.

## Digteren

### Indflydelsen fra Ludvig Holberg
Under navnet "Frands Hansen, Drejer i Helsingør" udgav han 1731 Somnium poëticum eller en poetisk Drøm, et vidtsvævende og usammenhængende satirisk digt, der begynder med forsvar for satirikerens kald, som sammenlignes med præstens, men derefter polemiserer mod alle tidens fejl, lige fra forgudelsen af latinen og grammatikken, fra kvindesæder og moder, forlovelser og dueller indtil komplimenterne, skødehundene og studenternes kårder.
Mere poetisk værd har de 4 satiriske æredigte, der indleder hans Somnium og, vistnok under påvirkning af gratulationsverset i Holbergs Skjæmtedigte, parodiere højtravende poeters mytologiske ordskvalder, fuskerfejl i vers, puristernes obsolete eller selvdannede ord (i folkevisetone med omkvæd: "Men Sandhed i Heima har ingen Sted Hyld") samt anagrammer og poetiske kunstlerier. Her opgiver han også de kedelige aleksandrinere og rimer ganske frit og let.
Denne litterærkritiske satire, hvori Horn har sin styrke, fortsættes i hans muligvis anden (digtenes kronologiske orden er ikke sikker) digtsamling fra samme år, især i fortalen og det første og bedste digt, Poesiens Misbrug, uden at han dog som Thøger Reenberg eller Jørgen Jørgensen Sorterup efter Nicolas Boileaus mønster "sigter paa nogen i Særdeleshed" eller nævner navne.
Apologi for det danske Sprog imod de danske vidner om digterens varme følelse for modersmålet og minder i indklædningen om Erasmus Montanus og Jean de France. Her udtaler han stærkest sin beundring af Holberg:
| Citat | Den danske Pufendorf, den danske Grotius, den anden Huitfeldt i vort Dannemarks Arkiver, en dansk Virgilius, en dansk Ovidius, din Ligemand, om ej din Mester, Moliére! . . . . . . . . . . . . . . . . . . . . Det danske Sprog ved ham igjen paa Fode kom. | Citat |
|       | |       |

De 2 sidste digte, Testament over lille Soldan (en hund), der bl.a. satiriserer over gravvers, og Docti male pingunt, mod pedanter m.m., er lige ubetydelige i emne og i udførelse.

### Kongelige hyldestdigte
Det var åbenbart mere Horns varme hyldest af Holberg end evnen til at træde i mesterens fodspor, der i samtiden skaffede ham navn af "Hans Mikkelsens Abe" (Hans Mikkelsen var Holbergs pseudonym); thi hans talent er meget begrænset og bevæger sig væsentlig inden for det gamle, moralsk-satiriske læredigts Ramme. De sammen med Somnium trykte Epigrammata varia hæve sig ikke over tidens almindelige fabrikgods af denne art, og hans Lykønskning til Christian VI’s og Sophie Magdalenes Salving» (1731) er affattet i en art prosaisk lapidarstil med pedantiske ordspil på navnene Dania og Diana, der kunne have afgivet en passende genstand for hans egen satire.

## Omflakkende liv som privatlærer
Med den første ungdom lagde han også klogelig poesien på hylden, og bevarede han end sine litterære interesser, så forsømte han derover ikke fagstudierne, skønt han måtte opholde sig fjernt fra Universitetet som informator, bl.a. måske på Gurrehus, hvor han efter eget udsagn skrev nogle af satirerne. Da den nye fundats af 1732 fordrede skrevne værker ("specimina") og beviser ("attestata") for de studerendes flid, nedsendte han 1734 fra Tønsberg, hvor han den gang levede, sit Forsøg til et veloptugtet og veloplært Barn (trykt 1735), en ufuldendt opdragelseslære, der viser ikke ringe belæsthed og antyder flere af de principper, som senere udvikledes af Jean-Jacques Rousseau, Johann Bernhard Basedow og Joachim Heinrich Campe.
Fra samme tid stammer hans 1748 udgivne Cede majori . . ., hvorledes man efter Politik og Politesse skal kjende og erkjende Overmænd, en lidt sprænglærd dialog om betydningen af rang, stand og værdighed i omgangslivet.

## Jurist og embedsmand
Imidlertid var Horn blevet en dygtig jurist og anset sagfører, 1739 højesteretsadvokat. At det også her var ham en trang at forklare sig sin stilling teoretisk, derom vidne hans Meditationer over Prokuratorprofessionen (1737), et filosoferende forsvar for denne da ilde ansete stand, og de samtidig affattede, men først 1743 trykte Meditationer angaaende Vidners Examination.
Hans andet ægteskab (8. juli 1744), med Mette Sophie født Torm (født 1722 død 1791), datter af Københavns borgmester og politimester Erik Jensen Torm, førte ham imidlertid ind på den praktiske embedsbane, i det han 1751 adjungeredes og 1761 efterfulgte sin svigerfader i embedet.

## Teaterarbejde og videre embeder
1750 var han indtrådt som medlem af teaterdirektionen, da den danske skueplads lagdes under magistratens styrelse; men om hans virksomhed i denne stilling, der skulle synes at måtte ligge godt for hans anlæg og tilbøjeligheder, har vi intet andet vidnesbyrd end det lille forsvar for skuepladsen, han 1754 udgav under titelen: Sinceri Gjensvar paa Hypocritæ Skrivelse imod Komediegang. Det er en trivielt moraliserende imødegåelse af pietismens sædvanlige indvendinger mod skuespil, som hist og her, bl.a. i fortalen, der er underskrevet "Frands Hansen, Kokkedreng", temmelig ubehændig søger at slå ind på den satiriske tone.
Samme år afgik Horn fra Direktionen, men tiltrådte den atter 1761 for nogle år, stadig vistnok uden at kunne udrette synderligt under de fortvivlede forhold, hvormed teatret havde at kæmpe i magistratens styrelsestid.
Samtidig blev Horn justitsråd og overtog 1766 tillige fattigdirektionen; men for den administrative virksomhed synes han ikke at have egnet sig. Han led desuden af podagra og kom bedre på sin plads, da han 1771 ombyttede politi- og kommunalstyrelsen med posten som justitiarius i den af Johann Friedrich Struensee nyoprettede Hof- og Stadsret. Han døde som konferensråd 25. maj 1781 og efterlod en talrig børneflok.

## Henvisning
- Dansk biografisk lexikon, bind VIII Arkiveret 27. august 2010 hos  Wayback Machine
- Frederik Horn på Dansk Forfatterleksikon Arkiveret 18. oktober 2016 hos  Wayback Machine